# Heliomonadida
Heliomonadida es un pequeño grupo de heliozoos que son inusuales por poseer flagelos a través de todo su ciclo vital. Comprende dos géneros: Heliomorpha, organismos minúsculos que se encuentran en agua dulce, y Tetradimorpha, más grandes, que se distinguen por tener cuatro, en vez de dos flagelos. Los paquetes de microtúbulos, típicamente dispuestos en un cuadrado, parten de un cuerpo situado cerca de la base de los flagelos y apoyan numerosos axopodios que se proyectan desde la superficie de la célula. Heliomonadida tiene un solo núcleo y mitocondrias con crestas tubulares. 
Heliomonadida se denominaba antiguamente Dimorphida. Cavalier-Smith hasta hace poco los situaba en Cercozoa, pero en la actualidad los incluye en Cryptista.